# Gran Premio de Yugoslavia de Motociclismo de 1982
El Gran Premio de Yugoslavia de Motociclismo de 1982 fue la octava prueba de la temporada 1982 del Campeonato Mundial de Motociclismo. El Gran Premio se disputó el 18 de julio de 1982 en el Automotodrom Grobnik.

## Resultados 500cc
El piloto italiano Franco Uncini dio un golpe casi definitivo a la clasificación general al imponerse en este Gran Premio mientras que su gran rival, Kenny Roberts, se veía obligado a abandonar. La segunda posición fue para el neozelandés Graeme Crosby, que superó a Barry Sheene.
| Pos. | Piloto              | Equipo    | Tiempo     | Pts. |
| ---- | ------------------- | --------- | ---------- | ---- |
| 1    | Franco Uncini       | Suzuki    | 50:32.240  | 15   |
| 2    | Graeme Crosby       | Yamaha    | +9.770     | 12   |
| 3    | Barry Sheene        | Yamaha    | +12.900    | 10   |
| 4    | Freddie Spencer     | Honda     | +19.270    | 8    |
| 5    | Takazumi Katayama   | Honda     | +32.680    | 6    |
| 6    | Jack Middelburg     | Suzuki    | +54.410    | 5    |
| 7    | Randy Mamola        | Suzuki    | +1:05.760  | 4    |
| 8    | Marco Lucchinelli   | Honda     | +1:12.060  | 3    |
| 9    | Loris Reggiani      | Suzuki    | +1:18.880  | 2    |
| 10   | Kork Ballington     | Kawasaki  | +1:19.030  | 1    |
| 11   | Boet van Dulmen     | Suzuki    | +1:20.940  |      |
| 12   | Hiroyuki Kawasaki   | Suzuki    | +1 Vuelta  |      |
| 13   | Reinhold Roth       | Suzuki    | +1 Vuelta  |      |
| 14   | Philippe Coulon     | Suzuki    | +1 Vuelta  |      |
| 15   | Seppo Rossi         | Suzuki    | +1 Vuelta  |      |
| 16   | Virginio Ferrari    | Suzuki    | +1 Vuelta  |      |
| 17   | Franck Gross        | Suzuki    | +1 Vuelta  |      |
| 18   | Guido Paci          | Yamaha    | +1 Vuelta  |      |
| 19   | Peter Sjöström      | Suzuki    | +1 Vuelta  |      |
| 20   | Fabio Biliotti      | Suzuki    | +1 Vuelta  |      |
| 21   | Leandro Becheroni   | Suzuki    | +1 Vuelta  |      |
| 22   | Steve Parrish       | Yamaha    | +1 Vuelta  |      |
| 23   | Sergio Pellandini   | Suzuki    | +1 Vuelta  |      |
| 24   | Bengt Slydal        | Suzuki    | +1 Vuelta  |      |
| 25   | Peter Looijesteijn  | Suzuki    | +2 Vueltas |      |
| 26   | Wolfgang von Muralt | Suzuki    | +2 Vueltas |      |
| 27   | Alain Röthlisberger | Yamaha    | +2 Vueltas |      |
| 28   | Graziano Rossi      | Yamaha    | +2 Vueltas |      |
| 29   | Raffaele Pasqual    | Yamaha    | +2 Vueltas |      |
| Ret  | Marc Fontan         | Yamaha    | Ret        |      |
| Ret  | Jon Ekerold         | Cagiva    | Ret        |      |
| Ret  | Chris Guy           | Suzuki    | Ret        |      |
| Ret  | Michel Frutschi     | Sanvenero | Ret        |      |
| Ret  | Guy Bertin          | Sanvenero | Ret        |      |
| Ret  | Kenny Roberts       | Yamaha    | Ret        |      |
| DNS  | Víctor Palomo       | Suzuki    | DNS        |      |
| DNS  | Gustav Reiner       | Suzuki    | DNS        |      |
| DNS  | Peter Huber         | Suzuki    | DNS        |      |

## Resultados 250cc
En el cuarto de litro, los dos máximos favoritos, Anton Mang y Carlos Lavado cayeron cuando el primero debió efectuar
una brusca frenada al encontrarse controles en pista y el segundo no pudo evitar el tocarle. Martin Wimmer quedó como líder, pero en la novena vuelta caería, dejando la victoria al belga Didier de Radiguès, por delante del italiano Paolo Ferretti y del francés Jean-Louis Tournadre, quien se coloca nuevamente líder del Mundial.
| Pos. | Piloto                 | Moto              | Tiempo    | Pts. |
| ---- | ---------------------- | ----------------- | --------- | ---- |
| 1    | Didier de Radiguès     | Chevallier-Yamaha | 49:54.850 | 15   |
| 2    | Paolo Ferretti         | MBA               | +0.370    | 12   |
| 3    | Jean-Louis Tournadre   | Yamaha            | +6.000    | 10   |
| 4    | Massimo Matteoni       | Bimota-Yamaha     | +8.880    | 8    |
| 5    | Christian Sarron       | Yamaha            | +11.930   | 6    |
| 6    | Jacques Cornu          | Yamaha            | +20.950   | 5    |
| 7    | Jeffrey Sayle          | Armstrong-Rotax   | +42.950   | 4    |
| 8    | Jacques Bolle          | Yamaha            | +50.990   | 3    |
| 9    | Jean-Louis Guignabodet | Kawasaki          | +59.930   | 2    |
| 10   | Thierry Espié          | Pernod            | +1:05.310 | 1    |
| 11   | Jean-François Baldé    | Kawasaki          | +1:08.800 |      |
| 12   | Marcellino Lucchi      | Yamaha            | +1:19.400 |      |
| 13   | Bruno Lüscher          | Yamaha            | +1:31.190 |      |
| 14   | Patrick Fernandez      | Bimota-Bartol     | +1:36.810 |      |
| 15   | Gabriel Grabia         | Yamaha            | +1 Vuelta |      |
| 16   | Svend Andersson        | Yamaha            | +1 Vuelta |      |
| 17   | Herbert Hauf           | Yamaha            | +1 Vuelta |      |
| Ret  | Anton Mang             | Kawasaki          | Ret       |      |
| Ret  | Carlos Lavado          | Yamaha            | Ret       |      |
| Ret  | Martin Wimmer          | Yamaha            | Ret       |      |
| Ret  | Sito Pons              | Rotax             | Ret       |      |
| Ret  | Roland Freymond        | MBA               | Ret       |      |
| Ret  | Christian Estrosi      | Pernod            | Ret       |      |
| Ret  | Massimo Broccoli       | Ad Majora         | Ret       |      |
| Ret  | Pierluigi Aldrovandi   | Yamaha            | Ret       |      |
| Ret  | Jean-Marc Toffolo      | Rotax             | Ret       |      |
| Ret  | Richard Schlachter     | Yamaha            | Ret       |      |
| Ret  | Donnie Robinson        | Yamaha            | Ret       |      |
| Ret  | Tony Head              | Armstrong         | Ret       |      |
| Ret  | Siegfried Minich       | Rotax             | Ret       |      |
| Ret  | Maurizio Vitali        | MBA               | Ret       |      |
| Ret  | Mar Schouten           | Yamaha            | Ret       |      |
| Ret  | Bengt Elgh             | Yamaha            | Ret       |      |
| Ret  | Pierre Bolle           | Yamaha            | Ret       |      |
| Ret  | Marino Neri            | Ad Majora         | Ret       |      |
| Ret  | Marcellino Garcia      | Yamaha            | Ret       |      |

## Resultados 125cc
En 125 cc., el líder de la clasificación, el español Ángel Nieto lideró la carrera pero los problemas mecánicos le relgaron a la tercera posición. La victoria fue para su compañero de escudería, el italiano Eugenio Lazzarini por delante de su compatriota Pier Paolo Bianchi.
| Pos. | Piloto               | Moto        | Tiempo     | Pts. |  |
| ---- | -------------------- | ----------- | ---------- | ---- |  |
| 1    | Eugenio Lazzarini    | Garelli     | 42:28.960  | 15   |  |
| 2    | Pier Paolo Bianchi   | Sanvenero   | +13.600    | 12   |  |
| 3    | Ángel Nieto          | Garelli     | +28.200    | 10   |  |
| 4    | Maurizio Vitali      | MBA         | +43.890    | 8    |  |
| 5    | Iván Palazzese       | MBA         | +1:31.010  | 6    |  |
| 6    | Pierluigi Aldrovandi | MBA         | +1:31.810  | 5    |  |
| 7    | Roberto Ruosi        | MBA         | +1:36.290  | 4    |  |
| 8    | Stefan Dörflinger    | Krauser-MBA | +1:44.610  | 3    |  |
| 9    | Gerhard Waibel       | Seel-MBA    | +1 Vuelta  | 2    |  |
| 10   | Domenico Brigaglia   | MBA         | +1 Vuelta  | 1    |  |
| 11   | Matti Kinnunen       | MBA         | +1 Vuelta  |      |  |
| 12   | Alfred Waibel        | MBA         |            |      |  |
| 13   | Willy Pérez          | MBA         | +1 Vuelta  |      |  |
| 14   | Zdravko Ljeljak      | MBA         | +1 Vuelta  |      |  |
| 15   | Helmut Lichtenberg   | MBA         | +1 Vuelta  |      |  |
| 16   | Jan Bäckström        | MBA         | +1 Vuelta  |      |  |
| 17   | Janez Pintar         | MBA         | +2 Vueltas |      |  |
| 18   | Per Larsen           | MBA         | +2 Vueltas |      |  |
| 19   | Peter Sommer         | MBA         | +2 Vueltas |      |  |
| 20   | Werner Schmied       | MBA         | +2 Vueltas |      |  |
| 21   | Marijan Kosic        | MBA         | +2 Vueltas |      |  |
| 22   | Drago Yosipovic      | MBA         | +3 Vueltas |      |  |
| 23   | Olivier Liégeois     | Sanvenero   | +3 Vueltas |      |  |
| 24   | Reiner Koster        | MBA         | +3 Vueltas |      |  |
| Ret  | Ricardo Tormo        | Sanvenero   | Ret        |      |  |
| Ret  | Hans Müller          | MBA         | Ret        |      |  |
| Ret  | Hugo Vignetti        | Sanvenero   | Ret        |      |  |
| Ret  | August Auinger       | MBA         | Ret        |      |  |
| Ret  | Johnny Wickström     | MBA         | Ret        |      |  |
| Ret  | Jean-Claude Selini   | MBA         | Ret        |      |  |
| Ret  | Rino Zuliani         | MBA         | Ret        |      |  |
| Ret  | Anton Straver        | MBA         | Ret        |      |  |
| Ret  | Andrés Sánchez       | MBA         | Ret        |      |  |
| Ret  | Erich Klein          | MBA         | Ret        |      |  |
| Ret  | Giuseppe Ascareggi   | MBA         | Ret        |      |  |
| Ret  | Per-Edvard Carlsson  | MBA         | Ret        |      |  |
| Ret  | Jacky Hutteau        | MBA         | Ret        |      |  |
| Ret  | Theo Timmer          | MBA         | Ret        |      |  |
| Ret  | Hagen Klein          | Sanvenero   | Ret        |      |  |

## Resultados 50cc
En 50 cc, Eugenio Lazzarini (Garelli), logró derrotar claramente al suizo Stefan Dörflinger y recorta su desventaja en la clasificación general a 18 puntos. El español Ricardo Tormo' completó el podio.
| Pos. | Piloto               | Moto       | Tiempo     | Pts. |
| ---- | -------------------- | ---------- | ---------- | ---- |
| 1    | Eugenio Lazzarini    | Garelli    | 33:27.290  | 15   |
| 2    | Stefan Dörflinger    | Kreidler   | +13.940    | 12   |
| 3    | Ricardo Tormo        | Bultaco    | +14.090    | 10   |
| 4    | Claudio Lusuardi     | Moto Villa | +41.670    | 8    |
| 5    | Giuseppe Ascareggi   | Minarelli  | +53.690    | 6    |
| 6    | Jorge Martínez Aspar | Bultaco    | +1:10.560  | 5    |
| 7    | Hans Spaan           | Kreidler   | +1:35.650  | 4    |
| 8    | Theo Timmer          | Bultaco    | +1:37.370  | 3    |
| 9    | Hans-Jürgen Hummel   | Sachs      | +1:40.920  | 2    |
| 10   | George Looijesteijn  | Kreidler   | +1:43.200  | 1    |
| 11   | Reiner Scheidhauer   | Kreidler   | +1:48.930  |      |
| 12   | Otto Machinek        | Kreidler   | +1 Vuelta  |      |
| 13   | Peter Verbič         | Kreidler   | +1 Vuelta  |      |
| 14   | Ramon Gali           | Bultaco    | +1 Vuelta  |      |
| 15   | Massimo de Lorenzi   | Minarelli  | +1 Vuelta  |      |
| 16   | Uli Merz             | Kreidler   | +1 Vuelta  |      |
| 17   | Rainer Kunz          | FKN        | +1 Vuelta  |      |
| 18   | Giuliano Tabanelli   | Ringhini   | +1 Vuelta  |      |
| 19   | Joaquín Galí         | Bultaco    | +1 Vuelta  |      |
| 20   | Jos van Dongen       | Bultaco    | +2 Vueltas |      |
| 21   | Claudio Granata      | Kreidler   | +2 Vueltas |      |
| 22   | Günter Schirnhofer   | Kreidler   | +2 Vueltas |      |
| 23   | Joe Genoud           | Kreidler   | +2 Vueltas |      |
| 24   | Reiner Koster        | Malanca    | +2 Vueltas |      |
| Ret  | Hagen Klein          | Massa Real | Ret        |      |
| Ret  | Paul Rimmelzwaan     | Roton      | Ret        |      |
| Ret  | Thomas Engl          | Engl       | Ret        |      |
| Ret  | Gerhard Singer       | Hess       | Ret        |      |
| Ret  | Zdravko Matulja      | Tomos      | Ret        |      |
| Ret  | Kasimir Rapczynski   | Kreidler   | Ret        |      |
| Ret  | Mario Stocco         | Kreidler   | Ret        |      |
| Ret  | Gerhard Waibel       | Kreidler   | Ret        |      |
| Ret  | Giuliano Gerani      | BBFT       | Ret        |      |
| Ret  | Miklos Bojan         | Kreidler   | Ret        |      |
| Ret  | Vuk Tomanovic        | Kreidler   | Ret        |      |
| Ret  | Persic               | Sever      | Ret        |      |